# Surandai
Surandai é uma panchayat (vila) no distrito de Tirunelveli, no estado indiano de Tamil Nadu.

## Geografia
Surandai está localizada a 8° 58′ N, 77° 24′ L. Tem uma altitude média de 132 metros (433 pés).

## Demografia
Segundo o censo de 2001,  Surandai  tinha uma população de 28,135 habitantes. Os indivíduos do sexo masculino constituem 50% da população e os do sexo feminino 50%. Surandai tem uma taxa de literacia de 65%, superior à média nacional de 59.5%: a literacia no sexo masculino é de 73% e no sexo feminino é de 57%. Em Surandai, 12% da população está abaixo dos 6 anos de idade.